# 유득자
유득자(劉得疵, ? ~ ?)는 전한 후기의 제후로, 중산강왕의 손자이다.

## 생애
신작 원년(기원전 61년), 아버지 유희의 뒤를 이어 성후(成侯)에 봉해졌다.
시호를 경(頃)이라 하였고, 아들 유붕이 작위를 이었다.

## 출전
- 반고, 《한서》 권15하 왕자후표 下

| 선대 아버지 성헌후 유희 | 전한의 성후 기원전 61년 ~ ? | 후대 아들 성양후 유붕 |